# ペギー・カーライル
ペギー・カーライル（Peggy Carlisle、1904年 - 没年不明）は、イギリスの女優。イングランドリヴァプール出身。1900年代初頭から映画に出演していた。1950年以降の活動は不明。

## 出演作品

### テレビシリーズ
- Such Is Life(1950)

### film
- The Man and the Moment(1918)
- Comradeship(1919)
- Keeper of the Door(1919)
- The Rocks of Valpre(1919)
- God's Good Man(1919)
- Broken Bottles(1920)
- A Race for a Bride(1922)
- La traviata(1927)
- Hindle Wakes(1927)
- Motherland(1927)
- The Man in the Iron Mask(1928)
- Houp-La!(1928)
- The Way Ahead(1944)
- English Without Tears(1944)